# مقهى البيروتي
مقهى البيروتي وهو من مقاهي بغداد القديمة ويقع على نهر دجلة، في جانب الكرخ من مدينة بغداد عند رأس الجسر القديم في ساحة الشهداء. وهو من المقاهي الصيفية وأكثر روادها من الأدباء، وكانت تفتح أبوابها من صلاة الفجر وحتى ساعة متأخرة من الليل، والدخول إليها عبر السوق المعقود القائم على الجهة اليسرى من جسر الشهداء عند نزولك الكرخ، وقد كانت تقع قبالة مقهى الوزير حسن باشا من الجانب الٱخر من النهر. وقد أشار إليها الرحالة جيمس سلك بكنغهام حيث قال : وقبالة مقهى حسن باشا من الجانب الآخر من النهر أقيم مقهى آخر يقوم في الجانب الغربي من نهر دجلة وهو أكبر حجما من مقهى حسن باشا، مضاء بمصابيح تضفي أنوارها على أمواج نهر دجلة.وكما نعلم ان بكنغهام زار بغداد عام 1819م، مما يدل على ان تاريخ بناء المقهى كان أقدم من ذلك.
يعتبر مقهى البيروتي القديمة العهد من المقاهي الصيفية ومعظم روادها من التجار، حيث تشير المراجع إلى ان هذا المقهى كان مجتمعاً تجارياً يضم تجار الحبوب والأخشاب والغنم، وكان التجار يجلسون فيه ليتداولون الحديث في البيع والشراء. وتعود ملكية المقهى إلى الحاج محمد البيروتي من أهالي بيروت، سكن جانب الكرخ من مدينة بغداد سنة (1315ه/1897م) وتوفي سنة (1334ه/1915م) وبعض الروايات تشير إلى ان محمد هذا ليس لبنانياً وإنما هو عراقي الأصل سافر إلى بيروت وعند عودته سمي بالبيروتي، وكان يلبس الزي البغدادي (الصاية والجراوية)، كما ان عمال مقهاه كانوا مهرة جدا، وكان هذا المقهى يستقبل زبائنه من صلاة الصبح وحتى ساعة متأخرة من الليل، وتذكر الروايات ان معظم مقاهي بغداد تأخد من روادها مبلغاً مقابل الجلوس في المقهى قدره عانة (أربعة فلوس) ماعدا رواد البيروتي يؤخذ منهم (خمسة فلوس)، عندما غرقت بغداد غرقت البيروتي، ثم استخدم الموضع حرسا للزوارق، وفي عام 1965م، هدم المبنى.
وهناك رواية تقول : ان المقهى سمي بالبيروتي نسبة إلى مالكه إبراهيم البيروتي الكرخي، وكان مشيداً من الخشب، ويقع قرب سوق السمك المركزي وهو واسع حيث يمتد إلى منتصف خانات الصوف والجلود والدهن مثل خان حمودي الوادي، وخان بيت الهندي، وخان الفنهراوي. وكان مدخل المقهى الكبير والعريض ملتقى الشعراء والظرفاء من أبناء الكرخ مثل الملا عبود الكرخي، والفنهراوي، وحمودي الوادي، وتوفيق الخانجي وغيرهم من التجار واصحاب الخانات. وإضافة إلى تقديم الشاي اشتهر بتقديم النرجيلة (الشيشة).وفي نهاية المقهى هناك مكان خصص للاعبي القمار وكان على رأسهم إبراهيم البيروتي صاحب المقهى، مما ادى إلى الإساءة إلى سمعة هذا المقهى وعزوف رواده والذهاب لارتياد مقاهٍ غيره
وقد دمر الفيضان هذا المقهى في الخمسينات.واقيم مقهى آخر حمل نفس الاسم عند التقاء منطقة الجعيفر والعطيفية حيث يقع مقهى البيروتي الجديد والذي يقال انه سمي على اسم المقهى الأول، أو لكون صاحبه يحمل لقب البيروتي وهو الحاج محمد البيروتي، الذي كان قد نزح من بيروت ابان الحكم العثماني، وذاع صيته لارتياد عدد من الشعراء والادباء له من امثال الشاعر الفقيه محمد سعيد الحبوبي، ويوسف العاني، وخضر الطائي، وعبد الحميد الهبش، وآخرين.

## موقع المقهى
كان مقهى البيروتي في موقع دائرة التقاعد الحالية بالكرخ، حتى سنة 1965م حين هُدم المقهى وبُنيت بناية دائرة التقاعد على أرض المقهى وعلى الأراضي المجاورة له، وشيّدت أمانة العاصمة مقهى جديداً في منطقة الجعيفر على شاطئ دجلة وسمّته مقهى البيروتي إبقاءً لشهرة المقهى الأول.